# 統一編號
統一編號  ，簡稱統編，是中華民國營利事業機構與非營利機構的個別法人身分代號，為一組8位數字，在註冊登記時由主管機關發配。機構有開統編及未開統編公司課的稅賦是相同的。
消費者若於消費時報上統一編號，則該統一編號之機構可以扣抵申報營業稅；唯公司採購費用（非供本業及附屬業務使用的貨物或勞務）之進項稅額，依法不得申報扣抵營業稅銷項稅額。

## 另見
- 中华人民共和国：统一社会信用代码
- 日本：法人番號

## 註解
1. ↑  英語：
2. ↑  統一發票上會顯示報上的統一編號，但此張統一發票不得兌領統一發票獎金[2]。

## 外部連結
- 營業稅-常見問題集(FAQ)-財政部北區國稅局
- 營利事業統一編號檢查碼邏輯修正說明-財政部財政資訊中心 （页面存档备份，存于）